# I misteri di Marsiglia
I misteri di Marsiglia è un romanzo di Émile Zola del 1867. Fu pubblicato come una storia a puntate ne Le Messager de Provence, mentre Zola stava scrivendo Teresa Raquin.

## Trama
Phiippe Cayol, giovane repubblicano, si innamora di Blanche de Cazalis, il cui zio è un politico che esercita grande potere su Marsiglia. Philippe e Blanche fuggono insieme, ma de Cazalis riesce a far arrestare l'uomo. Tenta inoltre di impadronirsi del piccolo Joseph, nato dall'unione tra i due, perché vuole beneficiare dell'eredità di Blanche, ma la madre glielo sottrae, affidandolo a Marius, fratello di Philippe, e alla fioraia Fine. Marius prova invano a racimolare la somma che permetterebbe a Philippe di lasciare il carcere, dal quale il ragazzo esce comunque, grazie all'aiuto dell'abate Chastanier e del negoziante Martelly, riparando in Italia.
Cazalis non si dà per vinto e assolda la spia Matheus, ma nemmeno quest'ultimo riesce a rapire il bambino. Blanche si fa suora, Philippe torna in patria, dove si unisce ai ribelli repubblicani nel febbraio 1848. Cazalis provoca il giovane a duello, uccidendolo, ma l'anno successivo soccombe al colera, la malattia che ha già ucciso Blanche, perita il giorno dopo aver accudito l'amato moribondo. Dieci anni dopo Marius, unitosi in matrimonio con Fine, è divenuto un importante armatore, mentre il figlio adottivo Joseph, ora diciannovenne e padrone di una cospicua di eredità, è destinato ad un avvenire felice.

## Genesi dell'opera
Il 31 gennaio 1867 Léopold Arnaud, direttore de Le Messager de Provence, annunciò un romanzo a puntate che, intitolato Les Mystères de Marseille, avrebbe presto cominciato ad apparire sul suo giornale. Arnaud lo definiva «una narrazione storica, vera, palpitante, delle azioni infelici o colpevoli che hanno troppo spesso, e ad ogni livello della scala sociale, afflitto o scandalizzato Marsiglia e la Provenza».
Zola, che in quel periodo versava in cattive condizioni economiche e doveva sfamare tre bocche, quelle della madre e della futura sposa oltre alla sua, aveva accettato di esserne l'autore. Arnaud e Marius Roux, amico d'infanzia dello scrittore e suo compagno di scuola ad Aix-en-Provence, setacciarono gli archivi dei tribunali marsigliesi e di Aix, fornendo il materiale relativo ai casi criminali che avevano interessato quelle città nei cinquant'anni precedenti. A Parigi Zola ne elaborò una storia unica, scrivendo al pomeriggio in un'ora sette-otto pagine del romanzo, dopo che al mattino gli ci erano volute talvolta quattro ore per redigere due pagine del romanzo portato avanti in contemporanea, Thérèse Raquin.
I Mystères furono pubblicati su Le Messager de Provence tra il 2 marzo 1867 e il 3 febbraio 1868 e, in tre volumi, apparsi nel giugno e nell'ottobre 1867 e nel luglio 1868, presso la stamperia di Arnaud. Nel maggio 1867, Zola si attivò per far rappresentare una riduzione teatrale del romanzo; su sua richiesta, Arnaud sottopose la proposta a Emmanuel Bellevaut, che dirigeva a Marsiglia il Théâtre du Gymnase. Il lavoro occupò alcuni mesi, nei quali Roux collaborò attivamente all'adattamento. L'opera, composta da un prologo e cinque atti, fu rappresentata al Théâtre du Gymnase il 5, 6, 8 e 9 ottobre. Mai edito, il dramma è andato perduto.

## Edizioni
- Émile Zola, I misteri di Marsiglia, Tascabili Economici Newton, Newton Compton Editori, 1993,  p. 257.